# Jean-Marie Klinkenberg
Jean-Marie Klinkenberg (* 8. říjen 1944, Verviers) je belgický lingvista a sémiotik.

## Biografie
Jean-Marie Klinkenberg vystudoval románskou filologii a filosofii. Jeho vědecká a pedagogická kariéra je spjata s univerzitou v Liège v Belgii, kde působil nepřetržitě od roku 1967 a kde je v současnosti emeritním profesorem.
Od roku 1967 je předním představitelem proslulé mezinárodní sémiotické skupiny Groupe µ, zaměřené na zkoumáni komunikačních, rétorických, řečových a vizuálních sémiotických problémů. V současnosti je mezinárodně uznávaným sémiotikem, specializujícím se na lingvistiku a rétoriku s přesahy do kognitivní a sociologické oblasti.
Jean-Marie Klinkenberg je členem Belgické královské akademie a Vyššího poradního sboru pro frankofonii, předsedou Svrchované rady francouzského jazyka a řečové politiky Belgie a poradcem vydavatele slovníků a encyklopedií Larousse.